# 9503 Agrawain
9503 Agrawain este o planetă minoră (asteroid), cu un diametru de 13,792 km, din centura de asteroizi. A fost descoperită pe 29 septembrie 1973 la Observatorul Palomar de Cornelis Johannes van Houten și a fost numită după Agravain⁠(d). 
Obiectul prezintă o orbită caracterizată de o semiaxă mare de 3,1255512 UAi, o excentricitate de 0,05, o înclinație de 8,533 ° în raport cu ecliptica.